# Сливка Олександр Іванович
Сливка Олександр Іванович — український композитор.

## Життєпис
Народився в селі Золотарьово в селянській родині. У 1931 році закінчив Хустську гімназію, а в 1952 році заочно закінчив історичний факультет Ужгородського державного університету.,
Сливка помер у 2008 році і похований на Хустському кладовищі в сусідньому Хуст